# Jerry Lucena
Jerry Ruben Lucena  (* 11. August 1980 in Esbjerg) ist ein dänischer ehemaliger Fußballspieler mit einem philippinischen Vater und einer dänischen Mutter.
Er spielt als Verteidiger oder auch im defensiven Mittelfeld.
Von 1999 bis 2007 spielte er für seinen Jugendverein Esbjerg. Im Jahre 2007 wechselte er dann nach Aarhus. Seit 2011 spielt er international für die Philippinische Fußballnationalmannschaft. Zuvor hatte er schon einige Einsätze in der U21-Auswahl Dänemarks.

## Erfolge
Philippinen
AFC Challenge Cup: 2014 (2. Platz)